# Isadore Singer
Isadore Manuel Singer (Detroit, 3 maggio 1924 – Boxborough, 11 febbraio 2021) è stato un matematico statunitense, professore al Massachusetts Institute of Technology. È noto per il suo lavoro con Michael Atiyah che portò alla dimostrazione del teorema dell'indice di Atiyah-Singer.

## Biografia
Singer è nato a Detroit, Michigan, da immigrati ebrei polacchi. Suo padre, Simon, era impiegato come stampatore e parlava solo yiddish, sua madre, Freda Rosemaity, lavorava come sarta. Singer imparò rapidamente l'inglese e successivamente lo insegnò al resto della famiglia.  
Singer studiò fisica all'Università del Michigan, laureandosi nel 1944 dopo soli due anni e mezzo in modo da poter entrare nell'esercito degli Stati Uniti, di stanza nelle Filippine, dove era un ufficiale radar. Durante il giorno, gestiva una scuola di comunicazione per l'esercito filippino. Ha intrapreso corsi di matematica per corrispondenza di notte. Al suo ritorno dal servizio militare, Singer studiò matematica per un anno all'Università di Chicago. Sebbene inizialmente intendesse tornare alla fisica, il suo interesse per la matematica fu maggiore, e continuò con quella materia, guadagnandosi una laurea in Matematica nel 1948 e un Dottorato in Matematica nel 1950 sotto la supervisione di Irving Segal. 
Singer è morto l'11 febbraio 2021 nella sua casa di Boxborough, nel Massachusetts. Aveva 96 anni. 

## Vita privata
Il primo matrimonio di Singer fu con Sheila Ruff, una terapista del gioco per bambini disabili; in seguito hanno divorziato. Il suo secondo matrimonio fu con Rosemarie Singer; i due rimasero sposati fino alla sua morte. Aveva quattro figli: Natasha, Eliot, Emily e Annabelle. Il fratello di Singer, Sidney, era un fisico delle particelle presso il Los Alamos National Laboratory nel Nuovo Messico. Isadore era nato con un prominente emangioma sotto l'occhio destro.

## Riconoscimenti
- 1969 Bôcher Memorial Prize
- 1983 National Medal of Science
- 1988 Medaglia Wigner
- 2000 Premio Steele
- 2004 Premio Abel